# Johan Radet
Johan Radet (La Fère, 24 novembre 1976) è un ex calciatore francese, di ruolo difensore.

## Carriera

### Club
Debutta nel 1996 con la maglia dell'Auxerre, dove rimane fino al 2007, anno in cui, effettuando le visite mediche in vista di un trasferimento allo Strasburgo, viene a conoscenza di un problema cardiaco, e lascia definitivamente il calcio.